# Зайцехвост
Зайцехво́ст (лат. Lagurus, от др.-греч. λᾰγο- +οὐρά, «заячий хвост») — монотипный род однолетних растений семейства Злаки, состоящий из единственного вида — Зайцехвост яйцевидный (Lagurus ovatus).

## Ботаническое описание
Стебли 10—95 см, прямостоячие.
Метёлка 0,6—4,5 (7) × 0,6—1,5 (2) см, яйцевидная, реже почти цилиндрическая, пушистая. Колоски 7—11 мм. Цветёт с марта по июль.
Зерновки около 3 × 0,6 мм, веретеновидные.

## Распространение и среда обитания
Вид распространён в Северной Африке (Алжир, Египет, Ливия, Марокко, Тунис), Западной Азии (Кипр, Израиль, Иордания, Ливан, Сирия, Турция), на Кавказе (Азербайджан), в Европе (Украина, Албания, Болгария, Хорватия, Греция (вкл. Крит), Италия (вкл. Сардиния, Сицилия), Франция (вкл. Корсика), Португалия (вкл. Мадейра), Испания (вкл. Балеарские острова, Канарские острова)). Натурализованный в других странах, культивируется. Растёт на песчаных прибрежных почвах.

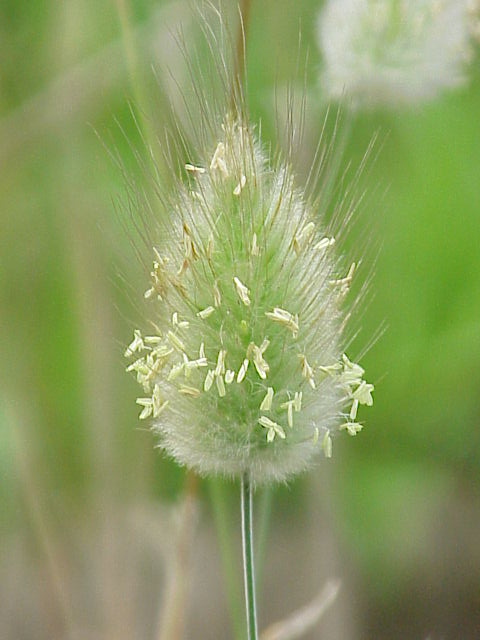
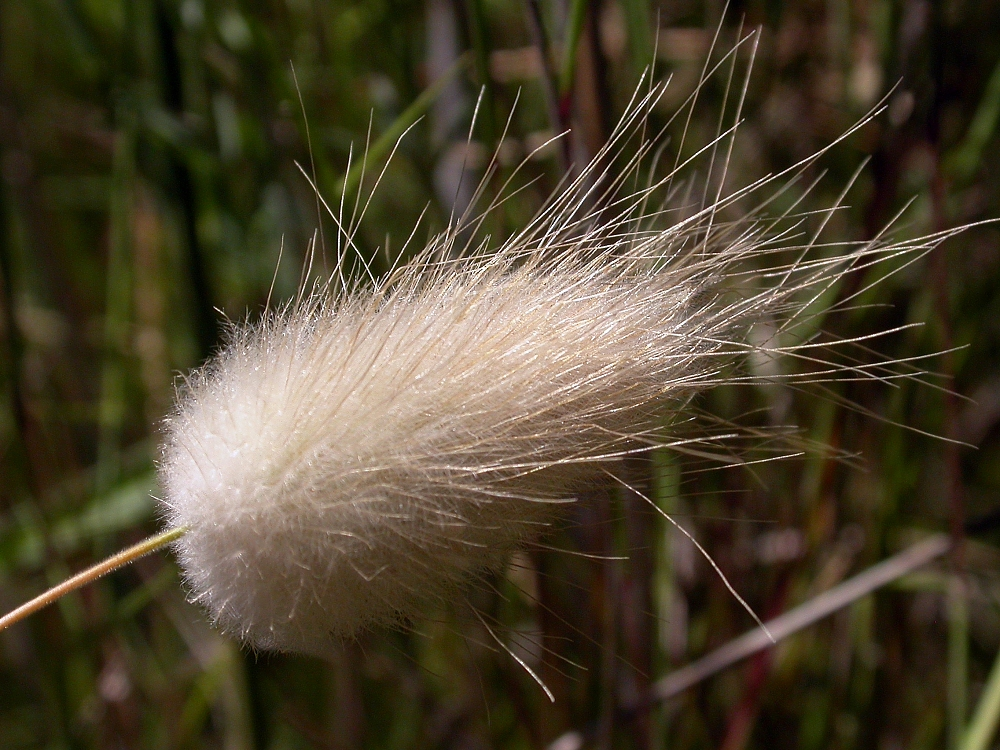
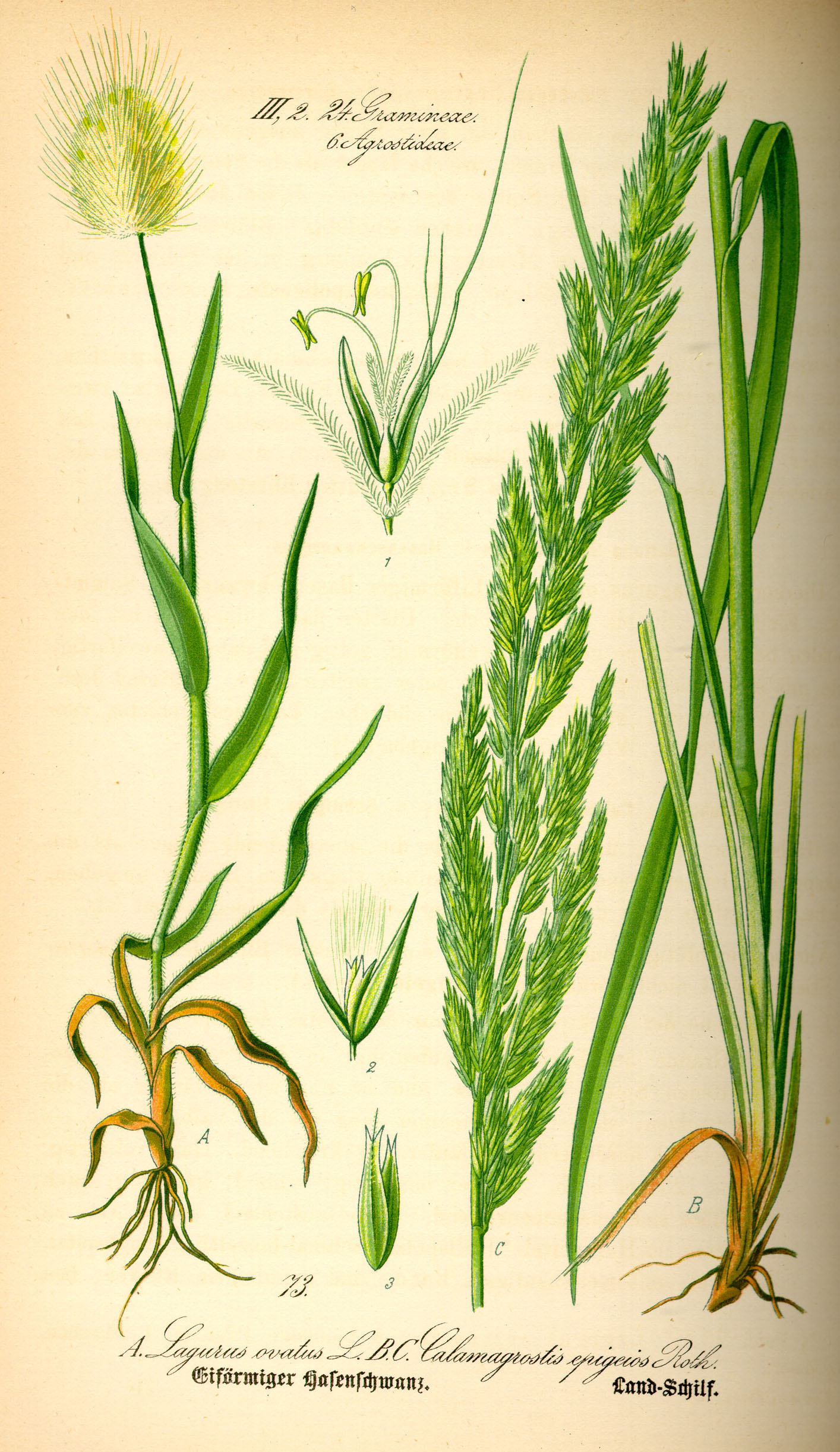
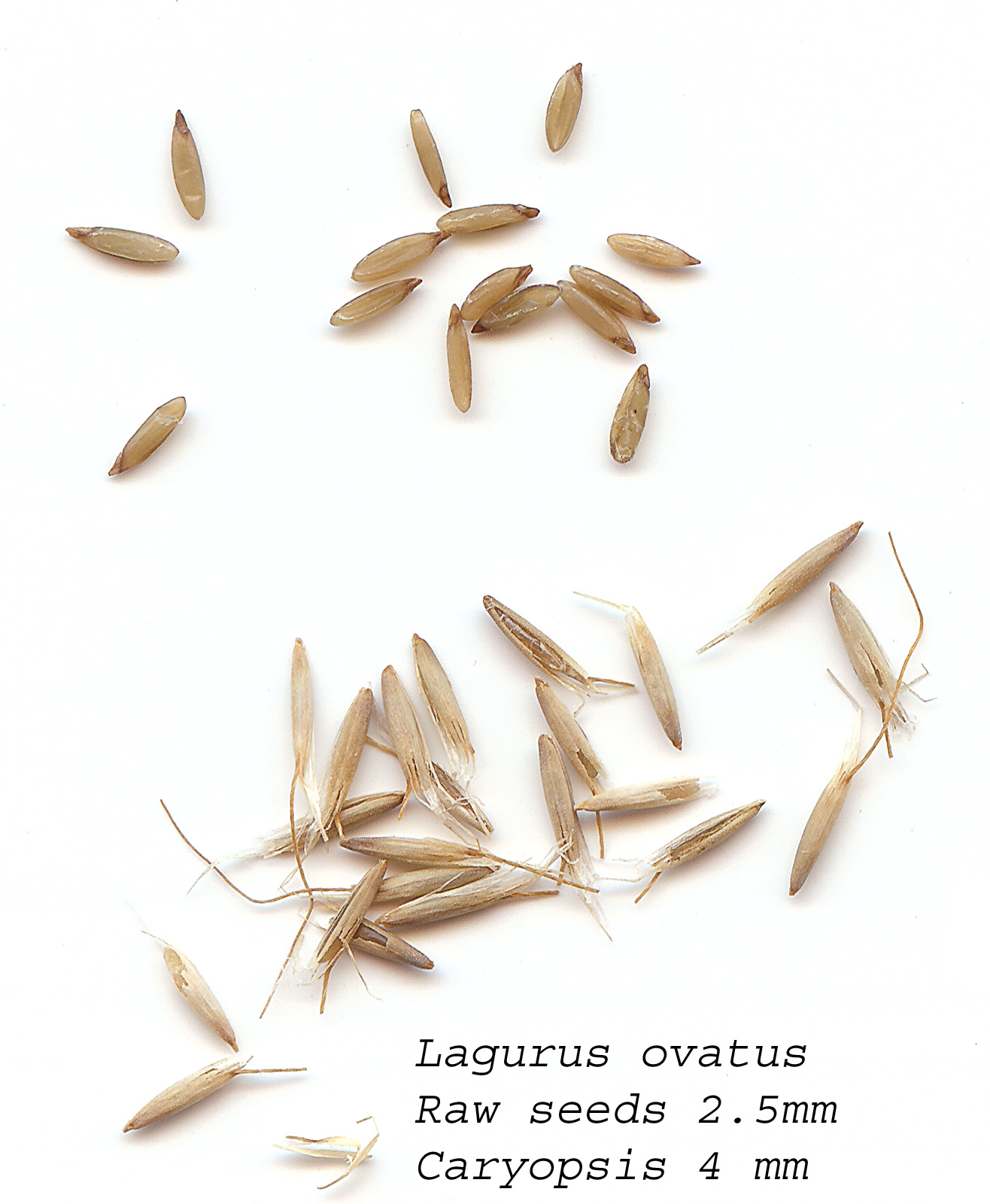